# Croton mocquerysii
Espèce
Croton mocquerysii est une espèce de plantes à fleurs du genre Croton et de la famille des Euphorbiaceae présente à l'est de Madagascar.